# 半衰期2：第三章
《半衰期2：第三章》（中国大陆俗称半条命2：第三章）是已取消的根據Valve開發於2004年的《半衰期2》而衍生出來的遊戲。原計劃三部曲將會是戰慄時空2的最後一章，但不代表是半衰期系列的結束，并在2007年聖誕節發行。遊戲將會承接著《半衰期2：第二章》的內容繼續發展下去。一個2007年的訪談中提到遊戲的背景將在北極。而在2010年3月的採訪中透露下一部作品將「真正地讓玩家驚嚇」，並會發布在Microsoft Windows、PS3和Xbox 360三種遊戲平台上，但是依然沒有任何要推出的消息。
最终，Valve取消了游戏并放弃了分集计划。在数个《半衰期》游戏被取消后，Valve于2020年推出了《半衰期：爱莉克斯》，一款虚拟现实游戏。

## 動態消息
一位美術設計師在與 Valve 合作過位於西雅圖的一家工作室中，意外翻閱到 Valve 設計師 Mike Dussault 的簡歷，當中敘述到 EP2 早在 2007 年發佈之後，Valve 就決定終止 EP 發行，而當時 Dussault 還是《半衰期》項目中的技術顧問。隨後 Dussault 負責《半衰期 3》的腳本與環境系統，最後在去年離開 Valve，而 Mike Dussault 也確實曾是 Valve 的員工，而這位美術設計師驚爆了這項消息在 Steam 官網之後，隨即被管理員封鎖帳號並移除文章，但是藉由網際網路的力量還是流了出去，在 Lambda Generation 網站曝了光。
2013年4月1日，出現了一個偽造成《半衰期2：第三章》Steam商品頁面的網頁，該頁面乃是CheapShark網站製作的愚人節活動。
2017年8月25日，當地時間凌晨2:05分，前 Valve 員工、《半衰期》系列編劇 Marc Laidlaw 在其個人部落格發布名為 "Epistle 3" 的文章。即便其中如角色名稱等關鍵字均已替換，依然能看出該文章是
《半衰期2：第三章》的故事大綱。最後一段經解讀為 Marc 寫給 Gabe Newell 的話。
2020年3月23日，隨著《半衰期：爱莉克斯》的釋出，在遊戲結束開發人員列表之後，短暫解釋了二部曲之後的事情，算是為戰慄時空系列的 "未來潛在續作" 留下了一些伏筆。